# گولدسبی (اکلاهما)
گولدسبی(به انگلیسی: Goldsby) شهری در ایالت اکلاهما کشور ایالات متحده آمریکا است که جمعیت آن در سرشماری سال ۲۰۱۰ میلادی، ۱٬۸۰۱ نفر بوده‌است.